# Daesung
Kang Dae-sung (tiếng Hàn: 강대성; Hanja: 姜大聲; Hán-Việt: Khương Đại Thanh, sinh ngày 26 tháng 4 năm 1989) hay còn được biết đến nhiều hơn với nghệ danh Daesung (hay D-Lite tại Nhật Bản), là một nam ca sĩ, diễn viên và người dẫn chương trình người Hàn Quốc. Anh cũng là thành viên của nhóm nhạc nam năm người đến từ Hàn Quốc Big Bang. Từ khi chính thức ra mắt, anh đã phát hành nhiều single solo, biểu diễn nhạc kịch, và tham gia trong show truyền hình thực tế Family Outing.
Vào năm 2013, Daesung ra mắt album đầu tay mang tên D'scover và thực hiện chuyến lưu diễn Nhật Bản đầu tiên trong sự nghiệp.

## Cuộc đời và sự nghiệp

### Những năm đầu đời
Daesung nguyên quán tại khu Oryu-dong, Seoul và từng học cấp ba tại trường Trung học Kyeong In, nhưng phải dừng việc học sau một năm học tại trường để tập trung cùng Big Bang. Anh sau đó vượt qua kì thi vào đại học vào năm 2008 và được nhận vào trường Đại học Kyunghee tại Seoul.

### 2006-08: Ra mắt cùng Big Bang
Dù luôn bị bố mẹ phản đối ý định trở thành ca sĩ, Daesung vẫn quyết tâm chọn con đường trở thành ca sĩ và cuối cùng đã được YG Entertainment chọn để đào tạo sau cuộc thi tuyển chọn. Sau đó, Daesung xuất hiện trong bộ phim tài liệu quay lại quá trình thành lập Big Bang với năm thành viên khác là Kwon Jiyong, Choi Seunghyun, Dong Youngbae, Lee Seunghyun và Jang Hyun Seung. Hyun Seung cuối cùng bị loại còn Big Bang chính tức bắt đầu sự nghiệp vào năm 2006 với năm thành viên.
Lần xuất hiện đầu tiên của nhóm là ngày 19 tháng 8 năm 2006 trong chương trình kỉ niệm 10 năm của YG Family. Ngày 23 tháng 9 năm 2006, họ có buổi biểu diễn đầu tiên phát sóng trên truyền hình. Đĩa đơn solo đầu tiên của Daesung là "Useo Bonda" (tiếng Hàn Quốc: 웃어본다, "Try Smiling"), ca khúc trong đĩa đơn BIGBANG 03 và album đầu tiên của nhóm Bigbang Vol.1 được phát hành cuối năm 2006. Mặc dù đạt được những thành công nhất định cùng album này, nhóm chỉ thực sự đột phá sau khi phát hành ca khúc "Lies" (Tiếng Triều Tiên: 거짓말; Romaja: Geojitmal) trong mini album Always. Các đĩa đơn "Last Farewell" (Tiếng Triều Tiên: 마지막 인사; Romaja: "Majimak Insa") từ mini album Hot Issue và "Day by Day" (Tiếng Triều Tiên: 하루하루; Romaja: "Haru Haru") từ Stand Up cũng tiếp nối thành công khi liên tục dẫn đầu các bảng xếp hạng.
Ngay sau khi ra mắt cùng Big Bang, Daesung được chẩn đoán là bị bướu dây thanh quản. Anh đã gặp nhiều khó khăn với giọng hát và bắt đầu trở nên ngại tiếp xúc với bên ngoài và sợ sân khấu. Tuy nhiên nhờ sự giúp đỡ của Gummy, người từng trải qua những khó khăn giống Daesung, anh đã vượt qua tất cả.

### 2008–2010: Bắt đầu sự nghiệp solo và tai nạn xe hơi
Xen kẽ vào các album và EP của nhóm, các thành viên đều có những hoạt động solo. Daesung phát hành ca khúc trot đầu tiên của riêng anh mang tên "Look at Me, Gwisun" (tiếng Hàn Quốc: "날 봐, 귀순"; Romaja: "Nal Bwa Gwisun") vào năm 2008. Daesung thừa nhận dù có lo lắng về việc phá vỡ hình ảnh của cả nhóm, nhưng anh vẫn muốn làm một điều gì đó thật khác biệt. Anh được nhận vào khoa âm nhạc hậu hiện đại của Đại học Kyung Hee vào năm 2008. Daesung cũng tham gia vào chương trình truyền hình thực tế Family Outing với tư cách thành viên thường trực. Chương trình cũng đã khám phá ra chỉ số IQ của anh là 110. Anh cũng tham gia vào vở nhạc kịch bằng tiếng Hàn mang tên Cats (được dịch từ vở kịch cùng tên nổi tiếng của sân khấu Broadway) trong vai Hổ Rum Tum. Daesung bắt đầu thử sức trong vai trò MC cùng một thành viên khác là Seungri trong chương trình âm nhạc Show! Music Core của kênh MBC,.
Đầu năm 2009, trong khi Big Bang tạm thời nghỉ ngơi, Daesung phát hành ca khúc trot thứ hai mang tên "Daebakiya" ("tiếng Hàn Quốc: 대박이야", "Big Hit"). Anh cũng đã lên kế hoạch để cùng Seungri xuất hiện trong vở nhạc kịch Shouting; tuy nhiên, anh bị tai nạn xe hơi trước khi dự án bắt đầu và phải nhập viện điều trị. Tai nạn xảy ra khi anh đang trên đường về nhà từ trường quay Family Outing, cụ thể là tại đường cao tốc Pyeongtaek Express thuộc địa phận tỉnh Gyeonggi. Theo YG Entertainment chiếc xe chở Daesung đã đâm vào vệ đường trong khi xe bị trượt dưới trời mưa tầm tã. Daesung ngồi sau xe và bị vỡ mũi. Anh cũng bị thương ở lưng và bị trầy xước nhẹ ở mặt và cánh tay. Quản lý của Daesung bị thương ở cánh tay, còn stylist của anh bị thương ở chân và phải phẫu thuật. Chấn thương buộc Daesung phải hủy tất cả những hoạt động của mình mãi đến khi anh trở lại vào tháng 10 năm 2009 cùng với nhóm trong chương trình Dream Concert
Bài hát mới của Daesung, "Cotton Candy", được ra mắt vào tháng 1 năm 2010 tại Big Show 2010 của Big Bang. Bài hát được Jung Ji Chen sáng tác, trong khi chính Daesung viết lời cho bài hát. Tuy nhiên không có album nào được ra mắt sau đó. Daesung cũng bắt đầu tham gia vào phim truyền hình What's Up trên kênh MBC. Quá trình quay phim kết thúc vào tháng 2 năm 2011. Anh cũng góp mặt với tư cách là một trong những dẫn chương trình cho chương trình Night After Night kể từ tháng 11 năm 2010. Daesung còn kết hợp với Lee Hyori trong album H-Logic và thu âm bản song ca "How Did We Get" với nữ ca sĩ này.

### 2011-13: Trở lại với Big Bang vàD'scover

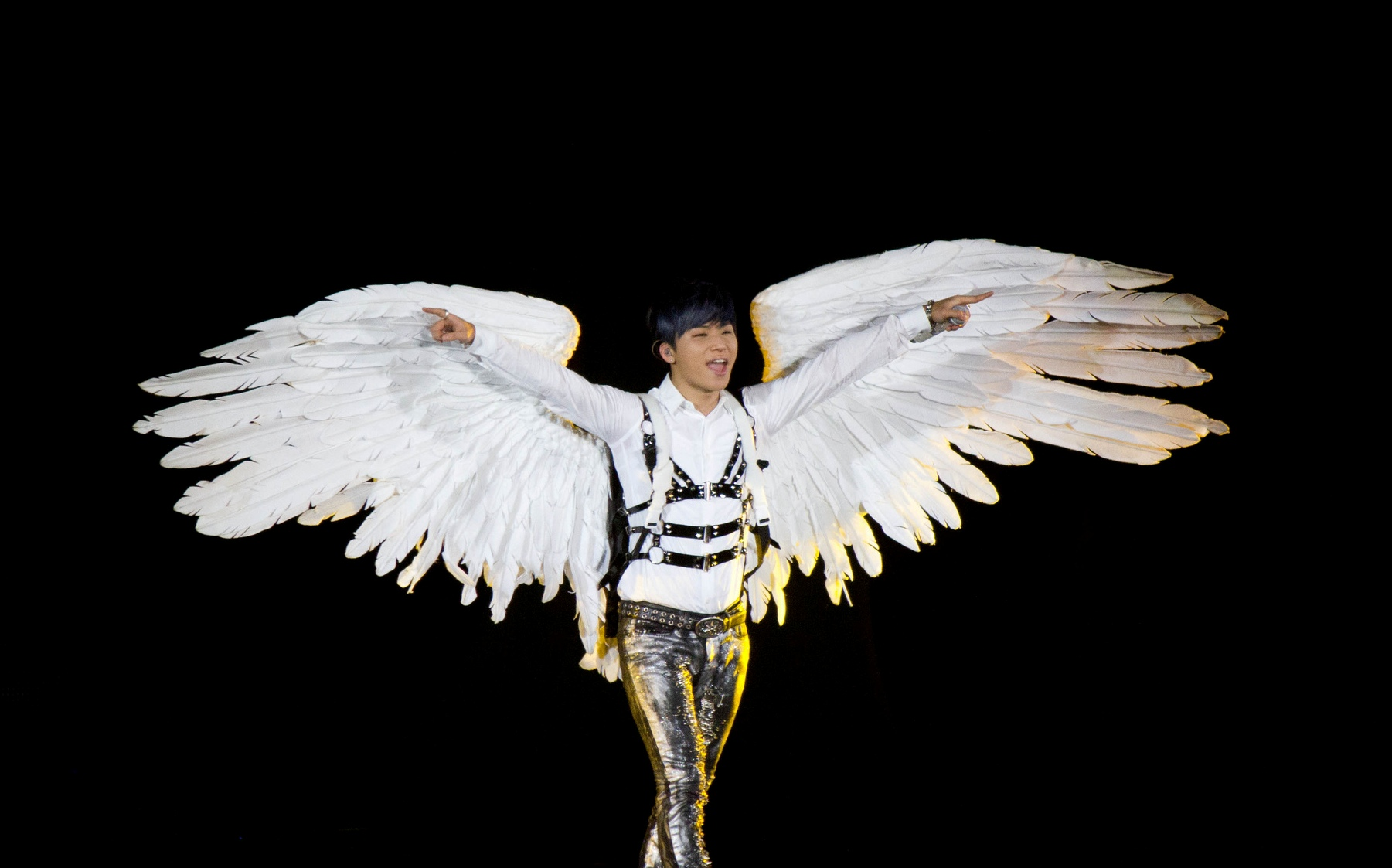
Daesung biểu diễn tại Alive World Tour vào tháng 9 năm 2012

Vào tháng 4 năm 2011, Daesung phát hành ca khúc solo mới, "Baby Don't Cry", ca khúc có mặt trong bản đặc biệt của mini album Tonight. Ca khúc được hát lần đầu tại Big Show 2011 vào tháng 2 và có mặt trên nhiều bảng xếp hạng tại Hàn Quốc cùng các bài hát khác trong album.
Vào ngày 31 tháng 5 năm 2011, Daesung dính líu đến vụ tai nạn giao thông khiến một người đi môtô tử vong. Mặc dù các công tác điều tra đi đến kết luận rằng Daesung vô tội, anh vẫn phải tạm dừng mọi hoạt động trước công chúng cùng Big Bang trong một thời gian dài. Trong suốt khoảng thời gian này, Daesung thường dành thời gian lao động và tham gia các hoạt động tình nguyện tại nhà thờ mà anh thường hay lui tới.
Daesung xuất hiện trở lại lần đầu trước công chúng vào ngày 6 tháng 11 năm 2011 khi tham dự lễ trao giải MTV EMA ở Belfast, Bắc Ireland. Vào tháng 12 năm 2011 và tháng 1 năm 2012, anh cũng cùng YG Family tham gia vào chuyến lưu diễn tại Hàn Quốc và Nhật Bản. Bộ phim âm nhạc có sự tham gia diễn xuất của Daesung, "What's Up", bắt đầu được trình chiếu trên kênh MBN vào ngày 3 tháng 12 năm 2011. Cùng ngày, "Lunatic", một bài hát do Daesung trong album nhạc phim, cũng được phát hành trực tuyến. Daesung trở lại cùng các thành viên của Big Bang vào tháng 3 năm 2012 với mini album mới, "Alive". Album cũng bao gồm một track do riêng Daesung thể hiện mang tên "Wings". Lời của ca khúc được chính anh sáng tác.
Vào ngày 27 tháng 2 năm 2013 Daesung ra mắt album riêng đầu tiên, D'scover. Album tiếng Nhật này bao gồm tổng cộng 12 bài hát và hầu hết là các bài hát hát lại của các nghệ sĩ Nhật. Ngoài ra là các bài hát solo của anh như "Wings" và "Baby Don't Cry". D'scover đứng thứ 2 trên Oricon Daily Album Chart vào ngày phát hành  và thứ 2 trên Oricon Weekly Album Chart. Daesung dự kiến tổ chức tổng cộng 4 buổi diễn tại Kobe và Tokyo để quảng bá cho album. Tuy nhiên vào ngày 28 tháng 2, do nhu cầu xem tăng cao đột biến, Daesung tổ chức thêm 21 buổi tại 17 thành phố, đưa tổng số buổi diễn lên 25 điểm tại 18 thành phố. Chuyến lưu diễn bắt đầu vào ngày 23 tháng 3 tại World Memorial Hall thuộc Kobe và kết thúc vào ngày 18 tháng 6 tại Yokohama Arena ở Kanagawa.

### 2014-nay:D'slovevàDelight
Vào tháng 2 năm 2014, YGEX thông báo Daesung sẽ tổ chức chuyến lưu diễn DLITE DLive 2014 tại Nhật Bản vào tháng 6 và tháng 7 (12 buổi tại 7 thành phố). Vào ngày 17/2/2014, YGEX tiếp tục thông báo Daesung cũng sẽ chuẩn bị ra mắt một album tiếng Nhật mới vào ngày 16 tháng 7 năm 2014. Vào ngày 29 tháng 3 năm 2014, YGEX thông báo Daesung sẽ có thêm một buổi biểu diễn trong DLITE DLive 2014 tổ chức tại Nippon Budokan, Tokyo vào ngày 18 tháng 7. Vào ngày 15/4/2014, YGEX thông báo rằng Daesung sẽ biểu diễn thêm hai buổi trong DLITE DLive 2014 tổ chức tại Osaka Jo Hall, Osaka vào ngày 26 và 27 tháng 7 năm 2014,đưa tổng số buổi diễn lên con số 15 tại 8 thành phố.
Vào ngày 11 tháng 6, Daesung ra mắt mini album kĩ thuật số "RAINYRAINY" bao gồm 4 bài hát để chào mừng chuyến lưu diễn "D-LITE DLive Tour 2014 in Japan". Các bài hat trong album đạt thứ hạng từ 1 tới 4 trên nhiều bảng xếp hạng lớn tại Nhật.
Album solo thứ hai của Daesung D'slove được phát hành vào ngày 16 tháng 7 và đứng đầu trên Oricon Daily Album Chart ngay sau khi ra mắt với doanh số 30.090 bản copy được bán ra. D'slove sau đó đạt vị trí thứ 2 trên Oricon Weekly Album Chart. Chuyến lưu diẽn tại Nhật [D-LITE DLive Tour 2014 in Japan - D'slove] cũng kết thúc thành công vào ngày 27/7 tại Osaka. Anh đi qua 8 thành phố và thu hút lượng khán giả lên đến trên 170.000 người, trở thành nghệ sĩ solo Hàn Quốc đầu tiên đạt trên 100.000 lượt xem cho mỗi tour diễn tại Nhật trong hai năm liên tiếp.
Vào ngày 18 tháng 9 năm 2014, YGEX thong báo Daesung sẽ ra mắt DVD của [D-LITE DLive Tour 2014 in Japan - D'slove] vào ngày 22 tháng 10  cũng như mini album mang tên Delight (でぃらいと) vào ngày 29 tháng 10. Mini album bao gồm 9 phiên bản của 4 bài hát; 2 bài là bản làm lại của hai ca khúc nhạc trot và 2 bài còn lại là các bản cover của 2 ca khúc nhạc enka nổi tiếng của Nhật. Anh cũng nhận những nhận xét tích cực từ hai ca sĩ hát bản gốc. Mini album Delight đứng đầu trên Oricon Daily Album Chart trong ngày ra mắt với doanh thu 65.048 bản. Delight cũng thông trị trên Oricon Weekly Album Chart với doanh thu 68.335 bản. Delight đứng thứ 64 trên Oricon Yearly Album Chart.
Vào ngày 29 tháng 10 năm 2014, YGEX quyết định tổ chức các buổi biểu diễn của Daesung tại sân vận động Yoyogi vào ngày 31 tháng 1 và 1 tháng 2 năm 2015 và sau đó tại Hội trường Osaka-jō ngày 10 và 11 tháng 2. Trong buổi diễn thứ hai tại Yoyogi, Linda Yamamoto, ca sĩ hát gốc của ca khúc "Dounimo Tomaranai", xuất hiện với tư cách khách mời đặc biệt.

## Danh sách đĩa nhạc

### Album
| Tên              | Chi tiết | Vị trí cao nhất  | Vị trí cao nhất  | Doanh số và chứng nhận |
| Tên              | Chi tiết | Hàn              | Nhật             | Doanh số và chứng nhận |
| Album tiếng Nhật | Album tiếng Nhật                                                                                                | Album tiếng Nhật | Album tiếng Nhật | Album tiếng Nhật       |
| ---------------- | --- | ---------------- | ---------------- | ---------------------- |
| D'scover         | - Phát hành: 27 tháng 2 năm 2013 - Hãng đĩa: YGEX - Định dạng: CD, DVD                                          | —                | 2                | - Nhật: 55.000+        |
| D'slove          | - Phát hành: 16 tháng 7 năm 2014 - Hãng đĩa: YGEX - Định dạng: CD, CD+DVD, CD+DVD+Goods, Playbutton, Music Card | —                | 1                | - Nhật: 45.000+        |
| Delight          | - Phát hành: 29 tháng 10 năm 2014 - Hãng đĩa: YGEX - Định dạng: CD, CD+DVD, Music Card                          | —                | 1                | - Nhật: 79.000+        |

### Đĩa đơn
| Năm  | Single                       | Vị trí cao nhất | Vị trí cao nhất | Album                   |
| Năm  | Single                       | Hàn             | Nhật            | Album                   |
| ---- | ---------------------------- | --------------- | --------------- | ----------------------- |
| 2006 | "Try Smiling" (Daesung solo) | 99              | —               | Bigbang Vol.1           |
| 2008 | "Look at Me, Gwisun"         | 41              | —               | —                       |
| 2009 | "Big Hit"                    | 54              | —               | —                       |
| 2010 | "Cotton Candy" (솜사탕)      | 1               | —               | —                       |
| 2011 | "Baby Don't Cry"             | 3               | —               | Tonight Special Edition |
| 2011 | "Lunatic"                    | —               | —               | —                       |
| 2012 | "Wings"                      | 8               | —               | Alive                   |
| 2013 | "I Love You"                 | —               | 4               | I Love You - Single     |

### Đĩa đơn hợp tác
| 2007                                                                    | "Now We" (Nemo hợp tác với Daesung)                         | — |         |
| 2008                                                                    | "Family Day" (với Family Outing)                            | — |         |
| 2010                                                                    | "How Did We Get" (Lee Hyori hợp tác với Daesung)            | — | H-Logic |
| 2013                                                                    | "親愛なる君 (To You My Beloved)" (Gummy hợp tác với D-LITE) | — | Fate(s) |
| "—" chỉ ra các bài hát không xếp hạng hoặc không phá hành ở khu vực đó. |                                                             |   |         |

## Danh sách phim

### Phim truyền hình
| Năm  | Tên       | Vai        | Ghi chú         |
| ---- | --------- | ---------- | --------------- |
| 2011 | What's Up | Ha Do Sung | Diễn viên chính |

### Phim điện ảnh
| Năm  | Tên                                 | Vai   | Ghi chú                            |
| ---- | ----------------------------------- | ----- | ---------------------------------- |
| 2010 | A Turtle's Tale: Sammy's Adventures | Sammy | Lồng tiếng Hàn Cùng Với Sulli Choi |

### Chương trình truyền hình
| Năm       | Kênh         | Tên                       | Vai trò          | Ghi chú                                                            |
| --------- | ------------ | ------------------------- | ---------------- | ------------------------------------------------------------------ |
| 2008-2009 | MBC          | Show! Music Core          | Dẫn chương trình | cùng Seungri                                                       |
| 2008-2010 | SBS          | Family Outing Mùa 1       | Dẫn chương trình | cùng Yoo Jae Suk, Lee Hyori, Kim Jong Kook, Park Ye Jin, Kim Su Ro |
| 2010-2011 | SBS          | Night After Night         | Dẫn chương trình | cùng Jung Yong Hwa, UEE                                            |
| 2012      | SBS          | Running Man (Tập 84 & 85) | Khách mời        | cùng Big Bang                                                      |
| 2013      | MTV Nhật Bản | D'splay                   | Dẫn chương trình | cùng VJ Boo                                                        |
| 2013      | MTV Nhật Bản | D'splay Returns           | Dẫn chương trình | cùng VJ Boo                                                        |
| 2013      | SBS          | Running Man (tập 163)     | Khách mời        | cùng G-Dragon và Seungri                                           |
| 2015      | SBS          | Running Man (tập 250)     | Khách mời        | cùng Big Bang                                                      |

### Nhạc kịch
| Năm  | Tên                        |
| ---- | -------------------------- |
| 2008 | Cats (phiên bản tiếng Hàn) |